# ビクター・ペストフ
ビクター・アレクシス・ペストフ（Victor Pestoff、1941年1月24日 - ）は、アメリカ合衆国生まれのスウェーデンの政治学者。エルシュタ・シェーンダール・ブレッケ大学名誉教授。おもに、行政学、公共政策の分野において、ボランタリーな組織、協同組合などの役割に注目した議論を展開した。
日本語では、特に名の表記に揺れがあり、ビクトール、ヴィクトール、あるいはベクターなどとされることもある。

## 経歴
カリフォルニア州立大学ロングビーチ校に学び、1963年にB.A.を得た。次いでヨーロッパへ渡り、ストックホルム、パリ、オスロなどで学んだ。1977年に、博士論文「Voluntary associations and Nordic party systems: a study of overlapping memberships and cross-pressures in Finland, Norway and Sweden（ボランタリー組織と北欧の政党制度：フィンランド、ノルウェイ、スウェーデンにおけるメンバーシップの重複と多重的圧力）」をストックホルム大学に提出して、Ph.D.を取得した。以降20年近く、ストックホルム大学で教育、研究にあたった。その間、1985年にはヘルシンキ大学、1998年には金沢大学の客員となった。
1999年にセーデルトーン大学の教授となり、2002年にはミッドスウェーデン大学に転じた。2008年には、ストックホルムのエルシュタ・シェーンダール・ブレッケ大学の名誉教授となり、以降、教鞭も執った。
ペストフは、サンクトペテルブルク大学の行政学研究センター (Center of Public Administration Studies) の設立メンバーのひとりである。また、日本の研究者たちとも広汎な協力関係を築いている。

## ペストフの三角形
ペストフは、1992年に発表した論文で、現代社会において活動する組織の類型化を説明し、特にボランタリー組織やNGOの重要性を指摘する議論を展開するための整理として、いわゆる「ペストフの三角形 (Pestoff triangle)」を発表した。これは、公的行政機関など「国家 (state)」、私企業などの「市場 (market)」、世帯や家庭などの「コミュニティ (community)」を三角形のそれぞれの頂点に近い領域に配置し、三角形の中央にボランタリー組織やNGOを配置することで、それぞれの組織原理の違いを説明するものであった。
ここで国家は平等の担い手、市場は自由の担い手、コミュニティは友愛の担い手として位置づけられ、それぞれと他の組織は「公的/私的」、「営利/非営利」、「非公式/公式」という対称軸によって区分され、中央におかれたボランタリー組織やNGOは「私的、非営利、公式」という性格で理解される。日本の文脈では、中央におかれたボランタリー組織をNPOと読み替えた上での議論がしばしば展開されている。
東洋大学教授の根本祐二は、これを拡張し、ペストフの三角形における中央の領域をコミュニティの位置に繰り込んで、「自助、共助、ボランティア」を含む「地域」として位置づけ直し、中央に「新しい公共」を置くという「PPPのトライアングル」を提唱している。

## おもな著書
- Social Enterprise and the Third Sector. Changing European Landscapes in a Comparative Perspective (ed.) (2014)
- New Public Governance, the Third Sector and Co-Production (ed.) (2012)
- A Democratic Architecture for the Welfare State (2009)
- Co-Production. The Third Sector and the Delivery of Public Services (ed.) (2008)
- Beyond the market and state: social enterprises and civil democracy in a welfare society (1998)
  - 日本語訳：（藤田暁男、川口清史、石塚秀雄、北島健一、的場信樹 訳）福祉社会と市民民主主義：協同組合と社会的企業の役割、日本経済評論社、2007年
- Reforming Social Services in Central and Eastern Europe - an Eleven Nation Overview (ed.) (1995)
- Between markets and politics: co-operatives in Sweden (1991)
  - 日本語訳：（藤田暁男、田中秀樹、的場信樹、松尾匡 訳）市場と政治の間で：スウェーデン協同組合論、晃洋書房、1996年
- Organizations in negotiated economies: Sweden and the Nordic countries (1989)
- Näringslivsorganisationerna och politiken i Sverige (1989)
- Konsumentinflytande och konsumentorganisering. Den svenska modellen (1984)
- Voluntary associations and Nordic party systems: a study of overlapping memberships and cross-pressures in Finland, Norway and Sweden (1977)